# La Neuville-sur-Ressons
La Neuville-sur-Ressons település Franciaországban, Oise megyében. Lakosainak száma 203 fő (2022. január 1.). La Neuville-sur-Ressons Cuvilly, Margny-sur-Matz, Orvillers-Sorel, Ressons-sur-Matz és Ricquebourg községekkel határos.

## Népesség
A település népességének változása:
| Lakosok száma | 224  | 220  | 219  | 212  | 208  | 206  | 203  | 205  | 203  |
|               | 2013 | 2015 | 2016 | 2017 | 2018 | 2019 | 2020 | 2021 | 2022 |